# Artms
Artms (en hangul, 아르테미스) es un grupo musical femenino surcoreano compuesto por las cantantes HeeJin, HaSeul, Kim Lip, JinSoul y Choerry. La agrupación, que comenzó como un proyecto musical en 2023, publicó en mayo de 2024 su álbum debut Dall.

## Historia

### Antecedentes y creación del proyecto
A lo largo de 18 meses, entre los años 2016 y 2018, se llevó a cabo un proyecto para formar el grupo musical Loona bajo la dirección de Jaden Jeong en la agencia Blockberry Creative. Tras reunir a las doce integrantes del grupo y presentarlas al público, Loona debutó con el miniálbum [+ +] (2018). En 2019 se publicó una reedición titulada [X X] que se convirtió en el último trabajo de Jeong con el grupo tras tener diferencias creativas con la agencia.
Loona continuó sus actividades de forma normal hasta noviembre de 2022 cuando Blockberry Creative expulsó a una de sus integrantes, Chuu, y provocó que nueve de las once integrantes restantes solicitaran la suspensión de sus contratos exclusivos con la agencia. Entre estas integrantes se encontraban HeeJin, Kim Lip, JinSoul, Choerry y HaSeul; las cuatro primeras recibieron una medida cautelar preliminar para suspender sus contratos en enero de 2023 y en marzo de ese mismo año firmaron contratos exclusivos con Modhaus, una agencia fundada por Jaden Jeong. En ese contexto, se estableció la creación del proyecto «Artms Strategy» del que formarán parte las cuatro cantantes, pero se enfatiza en que no es el nombre de un nuevo grupo. Por su parte, HaSeul recibió la suspensión de su contrato el 16 de junio y días después, el 21, anunció su firma con Modhaus y su unión a Artms.

### Actividades iniciales
El primer lanzamiento musical dentro del proyecto Artms consistió en el miniálbum Version Up de Odd Eye Circle, una subunidad de Loona (y ahora de Artms) conformada por Kim Lip, JinSoul y Choerry, durante julio de 2023. Odd Eye Circle se embarcó en una gira para promocionar Version Up durante agosto. En octubre, HaSeul publicó el sencillo digital «Plastic Candy» que promocionó mediante una serie de conciertos locales. Finalmente, HeeJin publicó el miniálbum K el 31 de octubre; el lanzamiento de K viene acompañado del anuncio del primer álbum de Artms como grupo, Dall, que es descrito como «un reinicio de la visión del mundo de Loona».
Durante diciembre de 2023, Artms lanzó el sencillo digital «The Carol 3.0»; la canción es una nueva versión de un villancico publicado previamente por Loona y es la primera grabación en conjunto de las cinco integrantes de ARTMS. El sitio web de NME incluyó la canción (junto con las versiones previas de Loona) en su lista de 10 canciones esenciales de k-pop para escuchar en Navidad.

### Debut conDall, giras y primercomeback
Finalmente, a principios de marzo se confirma que el álbum debut de Artms será publicado el 31 de mayo de ese año y será precedido por cuatro sencillos; el primero de ellos, «Birth», sería publicado junto con un video musical a finales de marzo. El título del álbum, Dall, significa Devine All Love & Live por lo que incorpora el título del miniálbum Love & Live de Loona. Tres sencillos de prelanzamiento sucedieron a «Birth»: «Flower Rhythm», «Candy Crush» y «Air»; el 31 de mayo, junto con el lanzamiento del álbum, se publicó el sencillo principal «Virtual Angel» junto con un vídeo musical.
El grupo se embarcó en una gira mundial titulada Moonshot, la cual comenzó en Seúl el 20 de julio de 2024 y recorrió Asia, Norteamérica, Sudamérica, Europa y Oceanía. Moonshot tuvo su fecha final el 17 de noviembre del mismo año en Sídney.
En 2025, Artms nuevamente se embarca en una gira que incluye fechas en Seúl, Norteamérica y Europa; esta gira, titulada Lunar Theory, fue anunciada junto con su lista de canciones, las cuales son en su mayoría temas grabados por las integrantes en su época de Loona. Durante la gira, Artms presentó por primera vez la canción «Burn» que posteriormente fue lanzada para descarga digital y streaming, además, un video musical para la canción fue publicado en el canal de YouTube del grupo. «Burn» fue originalmente un proyecto de Loona que fue descartado en 2019 por conflictos entre la dirección creativa y la agencia detrás de la agrupación; si bien la intención de Modhaus y Artms fue publicar la canción desde un principio, decidieron no hacerlo para trazar una identidad propia como grupo antes de trabajar con antiguo material de Loona.

## Integrantes
- HeeJin (희진)
- HaSeul (하슬)
- Kim Lip (김립)
- JinSoul (진솔)
- Choerry (최리)

## Discografía

### Álbumes de estudio
| Título | Detalles                                                                                              | Mejor posición |
| Título | Detalles                                                                                              | KOR            |
| ------ | --- | -------------- |
| Dall   | - Lanzamiento: 31 de mayo de 2024 - Discográfica: Modhaus - Formatos: CD, descarga digital, streaming | 8              |

### EP
| Título      | Detalles                                                                                               | Mejores posiciones | Mejores posiciones | Mejores posiciones | Ventas         |
| Título      | Detalles                                                                                               | KOR                | GBR                | USA World          | Ventas         |
| ----------- | --- | ------------------ | ------------------ | ------------------ | -------------- |
| Club Icarus | - Lanzamiento: 13 de junio de 2025 - Discográfica: Modhaus - Formatos: CD, descarga digital, streaming | 6                  | 26                 | 12                 | - KOR: 116 479 |

### Sencillos
| Título                                                                                       | Año  | Mejores posiciones | Mejores posiciones | Ventas        | Álbum       |
| Título                                                                                       | Año  | KOR Down.          | US World           | Ventas        | Álbum       |
| -------------------------------------------------------------------------------------------- | ---- | ------------------ | ------------------ | ------------- | ----------- |
| «The Carol 3.0»                                                                              | 2023 | —                  | —                  |               | Sin álbum   |
| «Birth»                                                                                      | 2024 | 157                | —                  |               | Dall        |
| «Flower Rhythm»                                                                              | 2024 | 158                | —                  |               | Dall        |
| «Candy Crush»                                                                                | 2024 | 138                | —                  |               | Dall        |
| «Air»                                                                                        | 2024 | 164                | —                  |               | Dall        |
| «Virtual Angel»                                                                              | 2024 | 73                 | 9                  |               | Dall        |
| «Burn»                                                                                       | 2025 | 159                | —                  | - KOR: 29 142 | Club Icarus |
| «Icarus»                                                                                     | 2025 | 21                 | —                  |               | Club Icarus |
| «—» indica que el lanzamiento no se posicionó en la lista o no se publicó en ese territorio. |      |                    |                    |               |             |

### Otras canciones en listas
| Título                                                                              | Año  | Mejor posición | Álbum       |
| Título                                                                              | Año  | KOR Down.      | Álbum       |
| ----------------------------------------------------------------------------------- | ---- | -------------- | ----------- |
| «Sparkle»                                                                           | 2024 | 156            | Dall        |
| «The Hitchhiker's Guide to the Galaxy» (은하수를 여행하는 히치하이커를 위한 안내서) | 2024 | 159            | Dall        |
| «Unf/Air»                                                                           | 2024 | 188            | Dall        |
| «Distress» (조난)                                                                   | 2024 | 194            | Dall        |
| «Butterfly Effect»                                                                  | 2024 | 172            | Dall        |
| «Club for the Broken»                                                               | 2025 | 163            | Club Icarus |
| «Obsessed»                                                                          | 2025 | 152            | Club Icarus |
| «Goddess»                                                                           | 2025 | 151            | Club Icarus |
| «Verified Beauty»                                                                   | 2025 | 150            | Club Icarus |